# Économie des Alpes suisses vers 1400
 (mai 2017).
Si vous disposez d'ouvrages ou d'articles de référence ou si vous connaissez des sites web de qualité traitant du thème abordé ici, merci de compléter l'article en donnant les références utiles à sa vérifiabilité et en les liant à la section « Notes et références ».
Cet article décrit l'économie des Alpes suisses vers 1400, c'est-à-dire à l'époque de la guerre contre les Habsbourg.
Les Alpes suisses sont le berceau du développement économique de la Confédération. Ils ont donc, par nécessité, développé l'élevage au lieu de l'agriculture pour des raisons pratiques qui sont détaillées plus bas.

## Description générale
Les Alpes sont le symbole de la Suisse. Mais les Waldstätten les ont fait évoluer du stade de grandes étendues désertes et escarpées à un réseau d’habitations et de pâturages qui font aujourd’hui la fierté des cartes postales suisses. 
La Confédération est née dans les Alpes, c’est pourquoi la présence de celles-ci dans le territoire de la Confédération est un des fondements de l’économie des futurs Suisses après n’être qu’un refuge. 
Les Alpes sont aussi ce qui donne une originalité, une force et une indépendance propre à la Suisse. 
Elles sont aussi le lien entre le monde germanique et le monde latin, de par sa position géographique et l’ouverture du col du Saint-Gothard, qui a permis de réunir tous les éléments permettant à la Suisse de créer son importance au cœur de une Europe. En effet, cette route plus directe entre les pôles économiques du nord, par exemple les Flandres, et Milan permit un gain de temps pour les voyageurs et les commerçants. Elle permit également aux Waldstätten de prélever une taxe de passage et de commercer.

## Agriculture
Dans les Alpes, l’élevage a rapidement pris le pas sur l’agriculture car il n’y avait pas de climat adapté ni de terrain adéquat, par contre il y avait de l'herbe à profusion. 
Il n'était pas possible d'implanter de grands champs dans de petits espaces à flanc de montagne ou transporter la récolte sur de gros chariots qui ne tiendraient jamais sur de petits sentiers de montagne. 
De plus, la nature du terrain  ne permettait pas de passer de la jachère à la plantation ni de travailler avec des charrues car les pentes étaient trop raides pour que des attelages puissants puissent y travailler. D’ailleurs, ces terrasses étaient également trop étroites.

## Commerce
Les obstacles naturels expliquent pourquoi le commerce n’a pas beaucoup progressé dans les Alpes avant l’ouverture du col du Saint-Gothard. 
La région était mal préparée pour le commerce, directement après l’ouverture du col, car les structures de marché étaient inexistantes, et il y avait très peu de villes et environ 17 habitants par kilomètre carré en 1400 pour un total de 140 000 à 145 000 habitants au total (les données concernant la démographie des Alpes ne sont valables que pour les territoires qui sont aujourd’hui les cantons de : Genève, Vaud, Neuchâtel, Fribourg, Berne rive gauche de l’Aar, et Soleure rive gauche de l’Aar)[Information douteuse]
La Suisse a toujours été soit surpeuplée, soit très faiblement peuplée, suivant les zones prises en compte.[Information douteuse] Vers 1400, la Suisse alémanique comptait que 79 villes, qui étaient souvent minuscules et sont aujourd’hui que de simples villages. La construction du col du Saint-Gothard permit de faire évoluer rapidement les Alpes. Cette évolution est plus significative dans les zones irriguées par le trafic routier, les voyageurs et surtout les commerçants. En effet, le trafic routier permit tout d’abord de faire transiter les denrées produites à l’étranger dans ce qui allait devenir la Suisse. D’ailleurs, c’est toujours le cas aujourd’hui car la Suisse moderne ne produit pas toutes les matières consommées par sa population, comme les Confédérés à leur époque.